# آیدل خون‌آشام
آیدل خون‌آشام (به کره‌ای: 뱀파이어 아이돌; انگلیسی: Vampire Idol) یک سیتکام کره جنوبی سال ۲۰۱۱ است که از سال ۲۰۱۱ تا ۲۰۱۲ از ام‌بی‌ان پخش شد.